# Pittman
Pittman – jednostka osadnicza w Stanach Zjednoczonych, w stanie Floryda, w hrabstwie Lake.